# Kenny Dehaes
Kenny Dehaes (Uccle, 10 de noviembre de 1984) es un ciclista belga que fue profesional entre 2006 y 2019.

## Biografía
Dehaes comenzó su carrera como futbolista. Sin embargo, pronto quedó claro que no se decantaría por este deporte, en parte porque su padre fue también ciclista. A principios de 2000 se incorporó a un modesto equipo belga. 
Después de un pequeño período de adaptación, obtuvo varias victorias. En dos temporadas ganó once victorias. La mayoría de sus éxitos fueron al sprint y después en las carreras de adoquines. Una excepción fue su victoria en una etapa de montaña en Valonia carrera en la que fue segundo. En 2004 vio parada su progresión por problemas de rodilla. Sin embargo, no fue una temporada perdida ya que ganó el Trofeo Haspengouw. Su descubrimiento se produjo en 2005, en el Tour de Flandes, donde cuajó una buena actuación y ganó en la categoría sub-23 (Tour de Flandes sub-23). Unos meses más tarde se convirtió en campeón provincial. Su primer contrato profesional lo firmó con el equipo Chocolade Jacques-Topsport Vlaanderen en 2006. Esa temporada consiguió un décimo lugar en la París-Bruselas. En la carrera del Schaal Sels, consiguió la victoria en solitario en 2007. Ese otoño, obtuvo varios lugares top-10. 
La campaña en 2008 comenzó con un 7.º y un 10.º puesto en etapas del Tour de Catar. Pronto consiguió una forma razonable consiguió quedar 36.º de la Kuurne-Bruselas-Kuurne. En el siguiente los Tres Días de Flandes Occidental, atacó en cada etapa. Por otra parte, pudo terminar 16.º en la Ronde van Het Groene Hart y 23.º en A través de Flandes. Dehaes creció cada vez más como velocista, donde se metió en el esprint masivo de la Gante-Wevelgem terminando quinto. Después de un breve descanso disputó los Cuatro días de Dunkerque donde se impuso en la tercera etapa por delante de Thor Hushovd. Además fue segundo en la primera etapa del Tour de Picardie.
Tras 14 años como profesional, en septiembre de 2019 anunció su retirada al término de la temporada.

## Palmarés
2007
- Schaal Sels

2008
- 1 etapa de los Cuatro Días de Dunkerque
- 1 etapa de la Vuelta a Bélgica

2013
- 1 trofeo de la Challenge Ciclista a Mallorca (Trofeo Palma)
- Handzame Classic
- Halle-Ingooigem
- 1 etapa del Tour de Valonia

2014
- Tour de Drenthe
- Nokere Koerse

2015
- Gran Premio de la Villa de Zottegem

2016
- 1 etapa de los Cuatro Días de Dunkerque
- 1 etapa del Tour de Picardie
- Tour de Limburgo

2017
- Gooikse Pijl

2018
- Gran Premio de Denain
- Gran Premio de la Villa de Pérenchies

## Resultados en Grandes Vueltas
| Carrera | Carrera         | 2006 | 2007 | 2008 | 2009 | 2010 | 2011 | 2012 | 2013  | 2014  | 2015 | 2016 | 2017 | 2018 | 2019 |
| ------- | --------------- | ---- | ---- | ---- | ---- | ---- | ---- | ---- | ----- | ----- | ---- | ---- | ---- | ---- | ---- |
|         | Giro de Italia  | —    | —    | —    | —    | —    | —    | —    | 156.º | F. c. | —    | —    | —    | —    | —    |
|         | Tour de Francia | —    | —    | —    | —    | —    | —    | —    | —     | —     | —    | —    | —    | —    | —    |
|         | Vuelta a España | —    | —    | —    | —    | —    | —    | —    | —     | —     | —    | —    | —    | —    | —    |

—: no participa

Ab.: abandono

F. c.: descalificado por "fuera de control"

## Equipos
- Topsport Vlaanderen (2006-2008)
- Katusha (2009)
- Silence/Omega Pharma/Lotto (2009-2015)
  - Silence-Lotto (2009)
  - Omega Pharma-Lotto (2010-2011)
  - Lotto Belisol Team (2012)
  - Lotto Belisol (2013-2014)
  - Lotto-Soudal (2015)
- Wanty-Groupe Gobert (2016-2017)
- Wallonie Bruxelles (2018-2019)
  - WB-Aqua Protect-Veranclassic (2018)
  - Wallonie Bruxelles (2019)